# Simulium faheyi
Simulium faheyi es una especie de insecto del género Simulium, familia Simuliidae, orden Diptera.
Fue descrita científicamente por Taylor, 1927.